# Brown contra el Consell d'Educació

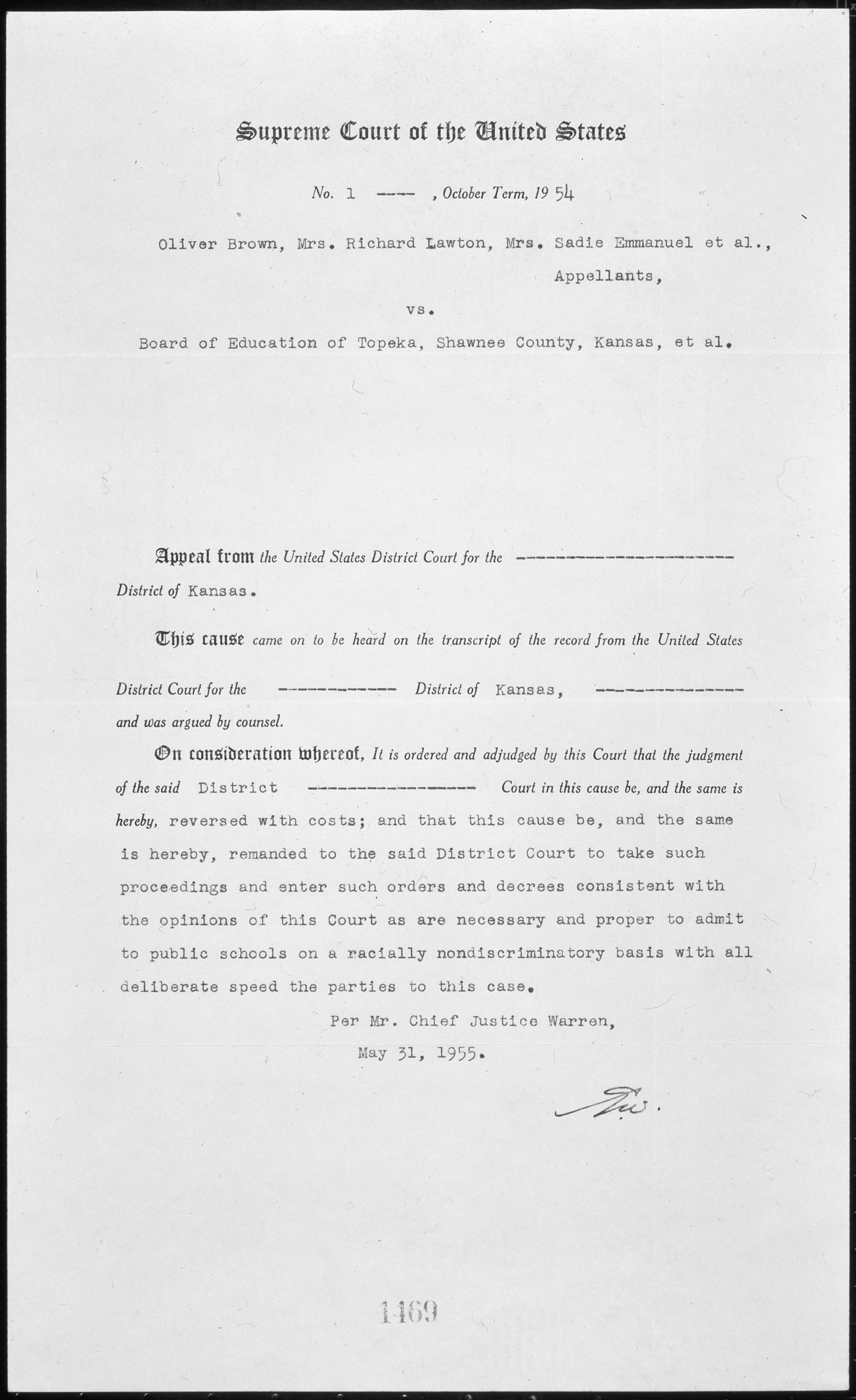
Resolució del cas Brown contra el Consell d'Educació emesa pel Tribunal Suprem dels Estats Units.

El cas Brown contra el Consell d'Educació de Topeka, 347 O.S. 483 (1954) és una sentència judicial històrica del Tribunal Suprem dels Estats Units, car va declarar que les lleis estatals que establien escoles separades per a estudiants afroamericans i blancs negaven la igualtat d'oportunitats educatives.
El cas es va originar el 1951, quan el districte escolar públic de Topeka, es va negar a inscriure la filla (Linda Brown) del resident negre local Oliver Brown a l'escola més propera a la seva llar, instant-la a anar amb l'autobús cap a una escola primària negra segregada més llunyana. Els Browns i altres dotze famílies negres locals en situacions semblants van presentar una demanda judicial a un tribunal federal dels Estats Units contra el Consell d'Educació de Topeka, al·legant que la seva política de segregació era inconstitucional. Un tribunal de tres jutges del Tribunal de Districte va pronunciar un veredicte contra els Browns, basant-se en el precedent de la decisió del Tribunal Suprem de 1896 al cas Plessy contra Ferguson, en què el Tribunal havia dictaminat que la segregació racial no era en si mateixa, una violació de la clàusula de la Catorzena Esmena de la Constitució per a la igualtat de protecció si les instal·lacions en qüestió eren iguals, una doctrina que es coneixia com a «separats, però iguals».
La sentència Tribunal Suprem dels Estats Units va ser dictada el 17 de maig de 1954, de forma unànime (9-0), per la Cort Warren, i va establir que les «instal·lacions escolars separades són "inherentment desiguals" i argumentava que "separar-los d'altres nens de la mateixa edat i qualificació únicament per motiu de raça, genera un sentiment d'inferioritat quant a la seva posició a la comunitat que pot afectar els cors i les ments d'una manera improbable de revertir". Amb això, el Tribunal Suprem va revocar els precedents existents des del cas Plessy contra Ferguson de 1896. Com a resultat d'aquesta sentència, la segregació racial va passar a ser considerada com una violació de la Clàusula sobre Protecció Igualitària de la Catorzena esmena de la Constitució. Aquesta sentència va obrir el camí per a la integració racial i per al reconeixement dels drets civils per a les persones afroamericanes.